# Atesta newi
Atesta newi là một loài bọ cánh cứng trong họ Cerambycidae.